# ترکیب‌های سیرشده و سیرنشده
ترکیب سیرشده در شیمی آلی عبارت است از یک ترکیب شیمیایی که یک زنجیرهٔ اتم‌های کربن با پیوند یگانه دارد.  در ترکیب های سیر شده تمام کربن ها تا جای امکان با هیدروژن ها پیوند تشکیل داده اند.آلکان‌ها نمونه‌ای از هیدروکربن‌های سیرشده‌اند. یک ترکیب سیرنشده عبارت است از ترکیب شیمیایی که پیوندهای کربن-کربن آن به صورت دوگانه و سه‌گانه است به ترتیب مانند آلکن و آلکین. ترکیب های سیر نشده بسیار از ترکیب های سیر شده واکنش پذیر تر اند . ترکیب‌های سیرشده و سیرنشده حتماً نباید با زنجیرهٔ کربن ساخته شوند این ترکیب‌ها می‌توانند به صورت یک زنجیرهٔ مستقیم یا حلقه یا زنجیره‌های شاخه‌ای یا حتی گروه‌های عاملی باشند. با توجه به این تعریف است که اسیدهای چرب را به دو دستهٔ اشباع و غیر اشباع تقسیم می‌کنند. میزان سیرشده بودن یک اسید چرب را بر اساس عدد یدی آن می‌توان تعیین کرد.
مانند مولکول های پلی اتن.
ترکیب‌های سیرنشده ترکیب‌هایی اند که می‌توان یک واکنش اضافی از آن‌ها بدست آورد.